# パズルボブル4
『パズルボブル4』（Puzzle Bobble4）はタイトーから1998年にリリースされたアーケードゲームである。パズルボブルシリーズの第4弾。

## 概要
パズルボブルシリーズ第4作。
従来通り、8方向レバー、1ボタン（ボール発射）で操作を行い、バブルを消して行く。ボールが一定数発射をすると天井が1段下がり、ボールの発射台の高さまで降りて来るよりも先にボールを全部消していればステージクリア。泡のボールがデッドラインを超えると敗北（ゲームオーバー）となる。
本作の新要素として「連鎖」、「滑車」が登場。対戦モードではキャラクター同士の掛け合いデモも追加されている。

## ストーリー
色々な星々が集まるレインボーワールド。人々はそれぞれの星で楽しく穏やかに暮らしていた。
ところが、そんな平和な世界にある日、一つの事件が起こった。朝になっても太陽が姿を見せないのだ。
来る日も来る日も日は昇らず、いつまで経っても明けない夜に皆大騒ぎ。
やがて、夜を支配する月の女王であるマダム=ルナが、夜の精クリオンに命じ、光の世界から「虹」を盗んでいたことが判明する。
盗まれた虹はマダム=ルナの手により無数のバブルに分けられ、星の彼方へとバラまかれてしまった。
もとの明るい世界を取り戻すためには、散らばったバブルを集めなくてはならない。
バブルを手にした11人の主人公たちは、それぞれの思惑を胸にバブル集めの冒険へと旅立つ。
　

## 3つのモード（AC版）
ひとりでパズル
スタート時、3つのレベルを選択する。1つのゾーンは5ラウンドからなっていて、スタート地点から分岐する全6ステージ＆30ラウンドを全てこなせばゲームクリア。
CPUと対戦
ゲーム開始時、攻撃パターンの異なるキャラクターからひとりを選択。虹バブルを集めることが目的のため、全11ステージ＋1。
2人で対戦
1クレジットでプレイ可能。3試合中、2本先取したプレイヤーの勝利。

## 移植版での追加モード
すとーりーぱずる
次元の狭間に落ち込んだアルカナ（タロットカード）を集めていく。
大アルカナをモチーフとした総ステージ22（一つにつきラウンド5つ）をクリアしなければならない。
全ラウンドをクリアするとタロット占いをしてもらえる。
これくしょん
前作『3』の家庭用版の同封ハガキにて募集されていた、全国のユーザーオリジナルのステージをプレイできる。全231ステージ。
とことん対戦
CPUに何連勝できるか挑戦するモード。
上手く連勝すればモザイクに隠れた各キャラクターのイラストを鮮明に閲覧できる。
ちゃれんじ
スピード、テクニック、戦略性をもとに、プレイヤーの段位を20段階で評価してくれる。
えでぃっと
プレイヤーオリジナルのステージをエディットし、実際にプレイすることができる。滑車ステージはエディット不可。

## 連鎖
対戦時のみ可能な新要素。バブルをちぎって落とした際に「落としたバブルと同じ色」のバブルがフィールド上に2個以上固まっていた場合、落としたバブルがその固まりにくっつくように飛んでいって消える。
発射台からは狙う事が不可能な隙間をくぐって消すこともできるため、状況次第では大量のバブルをちぎって落とすことも可能。
反面、以後の作品に導入されているものは少ない。

## 滑車
「ひとりでパズル」での新要素。一本のロープに結ばれた二つの「滑車支点」が存在するステージ。二つの支点にくっついたバブルを順次、処理していく。
片方にバブルがくっつくと滑車が回り、バブルの数が多い支点の方がロープの長さだけ下がっていく。二点のバブルの均衡が崩れると、片方がデッドラインを超えてしまいやすいため、適宜バランスを考えながらプレイする必要がある。

## キャラクター
ゲーム開始時にプレイヤーキャラクターを選択する。プレイヤーのキャラクターは10キャラのうち、1人を選択する。アーケード版のキャラと隠しキャラ＆ボスキャラを含めると総勢17名が登場。
声優は家庭用移植版を表記。ブラム以外はAC版から声優陣が一新されている。
プレイヤーキャラクター
バブルン（1Player）
惑星バブルアに住む、明るく元気な泡吐き竜。
ボブルン（2Player）
バブルンの双子の弟で、おとなしい性格。CPU対戦ではステージ1として登場。
アルカネット
声：山口由里子
惑星フリーズのお姫様。気品ある振る舞いの中にも、気丈さが見て取れるしっかり者。CPU対戦ではステージ2として登場。
マリーノ
声：くまいもとこ
惑星ウェイビーの女王・ネレイドーの息子。「ビッグウェーブ」が得意技。鼻っ柱の強い直情的な性格。CPU対戦ではステージ3として登場。
クルル
声：川田妙子　
かえるの着ぐるみに身を包む、惑星グルームの赤ん坊。そののんびりした性格は、時に相手のペースを狂わせる。CPU対戦ではステージ4として登場。
タムタム
声：平井隆博
惑星ナバホの守護神。トーテムポールがモチーフ。
人々から「風と大地の父」として敬われており、無礼な態度を取る者には稲光と共に激しい怒りを見せる。CPU対戦ではステージ5として登場。
クリオン
声：中山真奈美（現・中山さら）
ナイトフェアリーと呼ばれる夜の精。可愛い顔してイジワル娘。
マダム=ルナの手下だが、彼女から夜の支配者の座を奪おうと目論んでいる。CPU対戦ではステージ6として登場。
G
声：堀勝之祐
惑星オルドーに住む謎の老人。キレると怖いらしい。
攻撃時には目がひん剥き電流が迸るが、普段は「はっはっはっ」と元気に笑い、お茶を好むなど、いたって普通の老人である。CPU対戦ではステージ7として登場。
ブラム
声：中山上等兵
惑星マゾックのマッドな魔導師。ナメクジのような姿をしている。
自信家で尊大な態度が目立つ一方で、旧知の仲であるアルカネットに対しては丁重。CPU対戦ではステージ8として登場。
デビルン
声：中尾隆聖
惑星ディアブルに住むコウモリの化身。容姿はバブルンやボブルンによく似ているが、悪魔のような羽が生えている。
悪ぶっているが、実は寂しがり屋で打たれ弱い。CPU対戦ではステージ9として登場。
ギガント
廃墟と化した惑星ゴシックを今なお守り続けるセキュリティシステム。虹バブルに魅入られ自我に目覚める。
鎧をモチーフとしており、中心部に破壊力抜群の爆破レーザーを持つ。CPU対戦ではステージ10として登場。
ボスキャラクター
マダム=ルナ
声：中尾隆聖
夜を支配する月の女王で「満月婦人」と称される。世界から光を奪った黒幕であり、本作の最終ボス。
どらんく
イタズラ好きの魔法使い。『パズルボブル2』、『3』に続き登場。
マダム=ルナ撃退後に現れ、闘いを挑んでくる。
移植版のキャラクター
「とことん対戦」モードで出現した際に勝利するか、タイトル画面で隠しコマンドを入力すると使用可能になる。
うーるん
『2』に登場した羊の女の子。可愛いけどナルシスト。
ぱっきー
『2』に登場したネコ型ロボット。よく首が取れる。
まいた
『バブルボブル』から登場している白いローブの力持ち。岩を転がし、不気味な声で笑い、勝つと4体に分裂する。
もんすた
『バブルボブル』から登場している紫色のモンスター。間延びした声で感情表現する。
クロノア
声：山口由里子
すとーりーぱずるで登場。プレイアブルキャラクターではない。
自称「万物の未来をつかさどる存在」。宇宙をさまよう内に失ってしまったというアルカナの回収を主人公に依頼する。

## 移植作品
- プレイステーション版
1998年8月6日発売。振動に対応。新たにチャレンジモード、とことん対戦など、8種類のモードが搭載。アーケード版とはキャラクターのアニメーションなどが異なる。
2002年4月25日にはディースリー・パブリッシャーより、『SIMPLE1500シリーズVol.093 THE パズルボブル 〜パズルボブル4〜』として再発売された。
- Windows版
1999年11月26日発売。プレイステーション版の移植。
- ドリームキャスト版
2000年3月16日、サイバーフロントから発売。プレイステーション版の移植。
- ゲームボーイカラー版
2000年4月28日、アルトロンから発売。